# Cody Reeder
Cody Don Reeder (* 1992 in Utah; online bekannt als Cody'sLab) ist ein US-amerikanischer Influencer und Hobbywissenschaftler, der sich hauptsächlich mit der Chemie beschäftigt. Er hat auf seinem YouTube-Kanal mehr als 2 Millionen Abonnenten. 

## Frühes Leben
Reeder wurde 1992 auf einer Ranch nahe der Stadt Grantsville (Utah) geboren.
Er arbeitete als Mechaniker und studierte Geologie am Westminster College und an der Utah State University, wurde jedoch aufgrund seines niedrigen Notendurchschnitts suspendiert.

## Internetkarriere
Er ist YouTube am 3. Februar 2011 beigetreten und veröffentlichte zunächst Videos von verschiedensten Experimenten. Sein Kanal erreichte im Oktober 2015 100.000 Abonnenten. Nachdem er seinen Play Button nicht erhalten hatte, schmiedete er zur Feier von 250.000 Abonnenten einen aus echtem Silber. Anfang 2017 knackte er die Zahl von 1.000.000 Abonnenten und kreierte einen Play Button aus Caesium.
Mediale Aufmerksamkeit erregte Reeder erstmals 2016, als er absichtlich eine wässrige Lösung trank, die 16 mg Natriumcyanid enthielt. Reeder betonte korrekt, dass die Menge, die er aufnahm unter der letalen Dosis liegt und starb in Folge des Experiments auch nicht, es zeigten sich bei ihm allerdings Symptome von einer Cyanidvergiftung, wie z. B. Atemnot. Das Video, in dem er die Natriumcyanid-Lösung trinkt, wurde mittlerweile von seinem Kanal gelöscht, allerdings von einem anderen Kanal neu hochgeladen. Videos von ähnlichen Experimenten, wo er z. B. schweres Wasser trank, alle Edelgase einatmete oder Wasser trank, welches er scherzhaft als „Hydric acid“ bezeichnete, verblieben hingegen auf seinem Kanal. 
2017 wurde sein Kanal für zwei Wochen gesperrt. Es wurde vermutet, dass der Grund dafür ein Video war, in dem er demonstrierte, wie kleine Insekten in einem Mikrowellenherd überleben können, während dies bei größeren Insekten nicht der Fall ist. Vor der Sperrung wurden bereits vermehrt Videos von ihm gemeldet und aus Sorge, dass sein Kanal permanent gesperrt wird, richtete er einen Zweitkanal ein. Ein Artikel von TubeFilter kritisierte die Strikes (Verwarnungen), die sein Kanal erhalten hat und nannte seine Inhalte „familienfreundlich“.
In einem Video aus 2019, in dem er sich über seine Inaktivität auf YouTube äußerte, betonte er, dass er eine Verwarnung für ein Video bekommen hat, in dem er aus Urin Schwarzpulver herstellt. Im selben Video teilte er auch mit, dass er aufgrund von seinen Videos über radioaktive Stoffe von Agenten der US-Regierung besucht wurde. Die Agenten, die Geigerzähler dabei hatten, konnten nichts bedrohliches feststellen, und Reeder sagte, die Agenten wollten nur, dass er in Zukunft nicht in Schwierigkeiten kommt.
Reeder hat auch mediale Wellen geschlagen, als er einer der 100 Finalisten für ein Programm von Mars One war.